# 左滙雄
左滙雄，MH，香港開明建制派政治人物，現任香港九龍城區議會委任區議員，曾任該區愛俊選區議員，是經民聯成員和西九新動力秘書長，曾任九龍城區議會副主席。他在1999年畢業於香島中學中五年級。

## 政治生涯

### 2015年香港區議會選舉
於2015年香港區議會選舉，民主派派出公民黨陳友昌參選挑戰左滙雄，結果左滙雄以2772票，擊敗取得1842票的陳友昌。

### 2016年香港立法會選舉
於2016年香港立法會選舉，左滙雄加入了梁美芬的參選團隊，排名第3位，但最終只有梁美芬一人當選。

### 2016年香港選舉委員會選舉
於2016年香港選舉委員會選舉，左滙雄經由『港九各區議會』界別當選，連同全體親中派囊括所有『港九各區議會』界別席位。

### 2019年香港區議會選舉
於2019年香港區議會選舉，民主派派出民主黨陳麗君參選挑戰左滙雄，雖然親中派受到香港逃犯條例爭議困擾，左匯雄亦未能取得過半選票，但由於另有未經協調的獨立泛民梁嘉莉參選，左匯雄仍然以約31票之差（3,237對3,268），擊敗陳麗君。
及後，左滙雄獲親中派推薦角逐連任區議會副主席，但敗於民主派支持的鄺葆賢。

### 阻止區議會討論國安法
全國人民代表大會於2020年6月繞過香港立法會，實施國安法，引起香港及國際社會廣泛批評。其中九龍城區議會在6月11日開會，民主派提出動議，要求停止實施「港版國安法」。建制派議員在進入該項議程，以離席，規程問題及質疑主席蕭亮聲越權等方式，阻止區議會討論國安法，指責議程違反《區議會條例》及《基本法》、搞港獨。民主黨郭天立則當場反駁，九龍城區議會在2002年曾討論《基本法》第23條立法，同樣違反《區議會條例》。最終蕭亮聲裁決可以繼續討論。

## 相關事件

### 無綫推銷員誘學生簽約 九龍城區議員左滙雄協助學生逃離受騙
中年無業漢日前吊頸「死控」無綫收費電視推銷員不良手法遭追數事件後，同一公司的推銷員再被投訴在事發一周後，以「蠱惑新招」利誘十九歲綜援學生簽下服務合約。有人疑提出可介紹事主到其公司做暑期工，「交換」事主簽下兩年服務合約，可是簽約後音訊全無，最終事主暑期工無望，反為綜援的家帶來新的開支負擔。協助事主的區議員左滙雄認為事涉欺騙成分，將帶同事主今日前往報警，而涉事的公司指會了解事件。

### 【逃犯條例】左滙雄愛民邨議辦遭縱火　憂影響區選公平
《逃犯條例》修訂爭議持續四個月，警民衝突無日無之，不少議員辦事處被破壞。其中經民聯九龍城區議會副主席左滙雄位於愛民邨昭民樓的議員辦事處今天凌晨（14日）遭一名黑衣男子破壞和縱火，稱三部電腦、影印機、選舉物品等遭毀，損失約十萬元。左滙雄相信事件與政見不同有關，指縱火等行為屬嚴重刑事罪行，同時威脅區選參選人、義工等人身安全，違反選舉公平性。他擔心政府取消區選，認為政府需保證選舉可順利安全如常進行，又坦言若只押後一星期意義不大。

### 愛國愛港區議員聲明 支持全國人大國安立法
一批愛國愛港的香港區議員在23/05/2020發出聲明，全力支持全國人民代表大會建立健全香港特別行政區維護國家安全的法律制度和執行機制的決定，聲明呼籲全體香港市民支持全國人大國安立法，止暴制亂、恢復社會安寧、讓香港重回正軌。

### 左滙雄：了解基層 處理民生
《2021年公職（參選及任職）（雜項修訂）條例》生效後，不少攬炒派辭職。左滙雄認為，這令區議會回復正常的職能，不再投放大量的時間去討論政治議題，反而運用更多的空間和資源去處理民生問題，例如討論一些工程項目、康樂活動等，重新聚焦於市民所需，又相信完善選舉制度後，將會更有助自己將基層市民的聲音帶到特區政府的管治架構中，讓管治者重視基層的意見。

### 愛俊之家送暖 同心抗疫 祝早日康復
近日有居民確診新冠肺炎，雖然物資有限，經民聯九龍城區議員左滙雄都向街坊送出關懷，送出抗疫物品，祝願早日康復。

### 左滙雄夥「潤愛同行」助200家庭免費維修家居
經民聯九龍城區議員左滙雄去年12月起聯同「潤愛同行」為有需要街坊免費家居上門維修，至今已服務約200個家庭，令人鼓舞。左滙雄說：「看起來很小事，但對居民來說卻是大幫忙，我期望特區政府、社會各界給予商界、專業人士更多肯定和鼓勵，進一步連結地區，攜手着力排解民生憂難。」

### 慶祝香港回歸祖國26週年 | 愛心糭 惠民生2023 | 「全城 傳承」糭是情
經民聯九龍中支部、左滙雄議員辦事處和愛民邨居民聯會共同舉辦的「全城·傳承」糉是情2023活動午在九龍何文田愛民邨社區會堂舉行，吸引了許多社區居民和義工參與。活動約有50名社區義工參加，合共將送贈2000個愛心糉給社區中的弱勢群體，包括獨居長者、基層家庭、單親家庭等，並向他們表達關愛之情。

### 糭葉飄香迎端午派糭活動
經民聯九龍城區議員左滙雄與香港順德人聯會青年事務委員會一眾義工，探訪區內基層家庭，送上糭子和口罩這些實用的禮物，在端午節節日中為他們送上一點溫暖及關心，添上節日溫馨。

### 端午節愛心送暖行
經民聯九龍城區議員左滙雄端午節進行愛心送暖行動，贈送愛心粽及清涼的水給保安人員，送上節日的祝福及心意，共賀端陽。

### 顺德、香港法律青年以“法”会友，促粤港澳大湾区法律体系互动交流
香港顺德人联会青年事务委员会主办的2023年第二季法律青年交流活动在顺德开展。为期2天的参观拜访、粤港澳大湾区法律体系互动交流让香港法律青年们深深感受到了顺德的城市魅力，深入了解到“顺德制造”从萌芽到做强、做大的蜕变历程。顺德区政协委员、香港顺德人联会青年事务委员会副主任左汇雄表示，活动旨在让青年更直观地感受法律相关行业的实务工作，带领青年们近距离参观和了解顺德律师行业的现状与发展概况，以及律师的职业特点，传授青年群体有关法律的知识，不断提高自身素质，树立法律的价值思维、敬畏法律。

### 桐心關愛 福袋傳愛贈長者
香港桐廬同鄉會青年會及義工團們聯合左匯雄區議員辦公室—起探望何文田愛民邨的老人家們，表達對長者的關愛，並向大家普及特區政府現階段正在推進的完善地區治理的有關情況。老人們表示，非常感謝同鄉會義工們的幫助，並讚揚左議員是一個愛國、愛民、為民做實事的年輕有為的好議員，有助建設和諧社區。

### 成功修復忠孝街近大排檔的安全島指示燈
之前居民反映何文田忠孝街近大排檔的安全島指示燈損壞，燈罩不翼而飛。經民聯九龍城區議員左滙雄成功要求路政署修復忠孝街近大排檔的安全島指示燈。

### 華潤物業潤愛同行社區服務平台 、經民聯九龍中支部 、愛俊之友 合辦「潤愛悅讀獎勵計劃」
經民聯九龍城區議員左滙雄希望這個計劃能夠引發兒童及青少年對閱讀的興趣，幫助他們建立良好的閱讀習慣和擴闊閱讀範圍，以提高他們的語文運用能力和批判思考能力。同時希望鼓勵家長積極參與親子閱讀活動，加強親子關係。

### 左滙雄連同義工於在愛民停車場掛設國旗及區旗，慶祝香港回歸祖國26周年
為慶祝香港回歸祖國 26周年，與愛民邨居民共同慶祝這歷史性時刻，左滙雄連同義工於愛民停車場掛設國旗及區旗，希望讓街坊居民一同享受這值得令人自豪的「旗海」，增強市民對國家的歸屬感。

### 左滙雄支持《2023年區議會（修訂）條例》
現屆區議會自2020年起，有大量區議員作出違反區議會職能的行為，危害國家安全。經民聯九龍城區議員左滙雄支持《2023年區議會（修訂）條例》，撥亂反正。

### 香港顺德人联会青年事务委员会副主任左滙雄出席香港顺德人联会第一届会董会就职典礼
香港顺德人联会在西九龙文化区博物馆璟龙轩宴会厅，隆重举行香港顺德人联会庆祝香港回归祖国26周年暨成立第一届会董会就职典礼。香港顺德人联会青年事务委员会副主任左汇雄表示很高興出席是次就职典礼，相信联会在杜主席及各位领导带领底下，一定会在香港的社区和发展作出巨大贡献，一起共建美丽的香港。

### 公屋措施新修訂　分配資源要公平
區議員左滙雄提出了確保公共住房公平分配的關鍵新措施, 相信新措施的實施能夠有效限制和遏止濫用公屋的行為。